# Дело Ричарда Бека
«Дело Ричарда Бека» (англ. The Rape of Richard Beck, досл. «Изнасилование Ричарда Бека») — телевизионный фильм с Ричардом Кренна в главной роли.

## Сюжет
Ричард Бек (его играет Ричард Кренна) — полицейский детектив, который верит, что жертвы изнасилования сами виноваты в преступлении. Однажды двое подозреваемых, которых преследует Бек, насилуют его самого и заставляют пересмотреть взгляды.

## В ролях
- Ричард Кренна — Ричард Бек
- Джордж Дзундза — Бластиг
- Мередит Бакстер — Барбара МакКи
- Пэт Хингл — Чаппи Бек
- Фрэнсис Ли Маккейн — Кэролайн Бек

## Награды
Кренна был номинирован на премию «Золотой глобус» в 1985 году, кроме того, он получил премию «Эмми».